# Verrallina srilankensis
Verrallina srilankensis är en tvåvingeart som beskrevs av Bianca L. Reinert 1977. Verrallina srilankensis ingår i släktet Verrallina och familjen stickmyggor.
Artens utbredningsområde är Sri Lanka. Inga underarter finns listade i Catalogue of Life.